# Muon-antineutrino
Een muon-antineutrino of mu-antineutrino (symbool {\displaystyle {\overline {\nu }}_{\mathrm {\mu } }}) is het neutrino dat optreedt als de isospin partner van het antimuon.
Het muon-antineutrino is een ongeladen lepton. Het is dus een elementair deeltje of meer algemeen een subatomair deeltje. Het heeft spin 1/2 en is dus een fermion. Het muon-antineutrino is het antideeltje van het muon-neutrino. Het heeft net dezelfde eigenschappen als het muon-neutrino, maar dan gespiegeld. De twee zijn dus antimaterie en materie en annihileren elkaar dus als ze elkaar ontmoeten. Het muon-antineutrino is een neef (2e generatie) van het elektron-antineutrino (1e generatie, eerst ontdekt, lichtst, meest stabiel) en het tau-antineutrino (3e generatie, laatst ontdekt, zwaarst, minst stabiel). Het is nog niet zeker, of het muon-antineutrino een massa bezit of niet, maar als het er één heeft, dan is die kleiner dan 0,19 MeV. 
Zie ook het standaardmodel van de deeltjesfysica voor meer gegevens.